# Prałatura terytorialna Chota
Prałatura terytorialna Chota (łac. Territorialis Praelatura Chotensis) – prałatura terytorialna Kościoła rzymskokatolickiego w Peru. Należy do metropolii Piura. Została erygowana 7 kwietnia 1963 roku przez papieża Jana XXIII konstytucją apostolską Pontificale munus.

## Główne świątynie
- Katedra: Katedra Wszystkich Świętych w Chota

## Prałaci terytorialni
- Florentino Armas Lerena OAR (1963–1976)
- José Arana Berruete OAR (1979–1992)
- Emiliano Antonio Cisneros Martínez OAR (1993–2002)
- José Carmelo Martínez Lázaro OAR (2002–2004)
- Fortunato Pablo Urcey OAR (2005–2022)
- Víctor Emiliano Villegas Suclupe (od 2022)